# Busari
Busari (sinh Ngày 23 tháng 10 năm 1986) là một cầu thủ bóng đá người Indonesia hiện tại thi đấu cho Persiba Bantul.

## Danh hiệu

### Danh hiệu câu lạc bộ
- Champion of Indonesian Premier Division: Persiba Bantul (2010-11)